# Karmelitinnenkloster Sens
Das Karmelitinnenkloster Sens ist ein Kloster der Karmelitinnen in Sens, Département Yonne, im Erzbistum Sens in Frankreich.

## Geschichte
Madeleine du Bois de Fontaines-Marans (1578–1637, Ordensname: Madeleine de Saint-Joseph), Priorin des Pariser Karmel, und Erzbischof Octave de Saint-Lary de Bellegarde von Sens gründeten 1624 das Karmelitinnenkloster Sens. Zwar wurde der Konvent durch die Französische Revolution vertrieben, er konnte aber das Kloster zurückkaufen, 1823 wieder beziehen und auch Schwester Marie de l’Incarnation, die einzige Überlebende des Klosters Compiègne, aufnehmen. Als von 1880 bis 1905 die Dritte Republik zahlreiche Konvente ins Exil zwang, blieb das Kloster Sens unbehelligt. Heute besteht es nach wie vor unter dem Namen Carmel de la Visitation (Karmel Mariä Heimsuchung). Es befindet sich in der Rue des Déportés de la Résistance Nr. 149. Vor kurzem wurde ein neues Noviziat eingerichtet.